# Potencja (filozofia)
Potencja (gr. dýnamis, δύναμις;  łac. potentia − zdolność, możność) - w filozofii Arystotelesa, obok pojęcia aktu (łac. actus), składnik każdego bytu. Każdy byt składa się z możności i aktu. Możność jest elementem biernym, aktualizowanym (konkretyzowanym) przez akt. Analiza potencji i aktu zawarta jest w Księdze Θ Metafizyki
Możność jest podstawą zmiany (ruchu) i określa sposób w jaki zmiana jest możliwa. W myśli Arystotelesa materia jest czystą możnością. Dzięki formie, która ją aktualizuje, powstaje rzeczywisty przedmiot. 
Pojęcie potencji zostało przejęte przez arystotelizm i metafizykę klasyczną. Było rozwijane szczególnie przez Tomasza z Akwinu, Plotyna, Dunsa Szkota i Franciszka Suareza.